# Агелад
Агелад, Гагелад (дав.-гр. Αγελάδας) — давньогрецький скульптор, що працював близько 520-450 до н. е., представник «суворого стилю».
Очолював так звану Аргоську школу та відомий своїми статуями переможців Олімпійських ігор ( 520, 516, 508 до н.е.)) і статуєю Зевса в Мессені, також зображену на монетах, що мали ходіння в цьому місті.
За свідченням Плінія Агелад був учителем Мирона, Поліклета, інші автори також вважали його учителем Фідія.
Роботи Агелада донині не збереглися, хоча імовірно він був автором статуї Посейдона, виявленої в Егейському морі поблизу мису Артемісіон (бронза, близько 460 до н. е.), що знаходиться в Національному археологічному музеї в Афінах.